# ويليام إي. هنت
ويليام إي. هنت (بالإنجليزية: William E. Hunt)‏ هو قاضي أمريكي، ولد في 28 فبراير 1923 في تاكوما في الولايات المتحدة، وتوفي في 16 فبراير 2016 في هيلينا في الولايات المتحدة.